# Jochen Langer
Jochen Langer (* 14. November 1953 in Hameln) ist ein deutscher Schriftsteller.

## Leben
Jochen Langer wuchs auf in Bad Honnef. Nach dem Abitur und dem Zivildienst studierte er von 1975 bis 1980 Germanistik, Theaterwissenschaft und Geschichte an der Universität zu Köln. Anschließend übte er diverse Tätigkeiten aus. Langers Prosa und Lyrik erschien zuerst in Zeitschriften und Anthologien; daneben lieferte er Beiträge für Zeitungen und den Rundfunk. 1988 nahm er am
Ingeborg-Bachmann-Wettbewerb in Klagenfurt teil. Langer lebt mit seiner Familie in Köln.
Jochen Langer ist Verfasser von Romanen, Gedichten und Rezensionen. Er erhielt u. a. 1986 das Rolf-Dieter-Brinkmann-Stipendium der Stadt Köln, 1990 das Baldreit-Stipendium als Stadtschreiber von Baden-Baden, 1994 ein Irland-Reisestipendium der Heinrich-Böll-Stiftung, 1997 ein Stipendium der Stiftung Künstlerdorf Schöppingen sowie 1999 ein Förderstipendium der Stiftung Kunst und Kultur des Landes Nordrhein-Westfalen.

## Werke
- Patrizia sagt, Zürich 1989
- Texte, Baden-Baden 1991
- Die Liebe am Nachmittag, Köln 1996